# Un premier rendez-vous manqué
Un premier rendez-vous manqué est le 5e épisode de la saison 1 de la série télévisée Buffy contre les vampires.

## Résumé
Buffy fait la connaissance d'Owen, un lycéen secret et renfermé qui semble avoir des sentiments pour elle. Giles est réticent à voir Buffy entretenir ce genre de relations, estimant que cette vie est incompatible avec sa mission de Tueuse. Cordelia se glisse également entre eux, attirée elle aussi par le mystérieux jeune homme. Ils conviennent alors de se retrouver au Bronze. Mais Buffy est retenue par son Observateur, qui a découvert une prophétie annonçant le retour d'un vampire surnommé Le Juste des justes. Buffy et Giles passent donc plusieurs heures au cimetière mais ne trouvent aucun vampire et, quand enfin Buffy arrive au Bronze, elle voit Cordelia dansant un slow avec Owen. Le lendemain, celui-ci finit pourtant par inviter Buffy le soir suivant. Pendant ce temps, Giles découvre qu'un accident de bus a fait cinq victimes, et que l'un d'eux, un criminel nommé Borba, pourrait être le Juste des Justes, ce dernier devant émerger des cendres de la mort de cinq personnes.  
Buffy refuse cependant de passer une nouvelle nuit à patrouiller et passe avec Owen une très bonne soirée au Bronze, au grand dam de Cordelia, mais aussi d'Angel, venu l'avertir de l'arrivée du Juste des Justes. La soirée est interrompue par Alex et Willow qui l'appellent au secours de Giles. Celui-ci s'est en effet rendu seul à la morgue et y a rencontré des vampires, ce qui l'a obligé à s'enfermer dans une pièce. Une fois là-bas, Buffy se rend compte qu'Owen les a suivis, et paraît ravi à l'idée de commettre un délit en explorant la morgue de nuit. Dans la morgue, Buffy retrouve Giles et un des corps accidentés se relève sous la forme d'un vampire, soupçonné par le Scooby-gang d'être le Juste des Justes. Il assomme Owen avant que Buffy ne réussisse à l'éliminer à son tour. Le lendemain, Buffy décide de rompre avec Owen, effrayée par l'enthousiasme du garçon à rechercher le danger, ce qui finirait par le faire tuer. Plus tard, le Maître accueille le véritable Juste des Justes, un petit garçon présent dans le bus.